# Terno

Terno comum/Terno Transpassado.

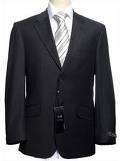
Terno completo.

O terno (português brasileiro) ou fato (português europeu), ou ainda costume, é um conjunto tríplice de indumentária tanto masculino como feminino produzido a partir do mesmo tipo de tecido.

## Formagem
É composto de calças, casaco e, por vezes, colete, daí o nome terno (de três peças). A rigor, o terno é o conjunto da calça, paletó e colete, sendo que este último foi, aos poucos, sendo deixado de lado, e foi-se tornando, socialmente aceito, o terno como conjunto apenas da calça com o paletó. Para a indumentária feminina, que é composta por uma saia e um casaco, em Portugal usa-se o termo fato de saia e casaco, e, no Brasil, o termo francês tailleur [taiér].
É tido como o traje do estadista ou do homem de negócios ocidental. O terno adquiriu sua forma atual durante a Revolução Industrial do século XVIII na Inglaterra, mudando profundamente os conceitos de moda masculina durante o Período Georgiano e a Era Vitoriana.

## Origem
A derivação do chamado "terno moderno" nasceu dos luxuosos trajes da Corte Francesa, que eram, basicamente, o colete, bermudas até os joelhos e a inusitada peruca introduzida pelas realezas europeias.

## Composição
Existem muitas variações possíveis na escolha do estilo, nas roupas e nos detalhes de um terno.

### Corte
A silhueta de um terno é seu contorno. O equilíbrio sob medida criado a partir de um encaixe de lona permite uma silhueta equilibrada para que uma jaqueta não precise ser abotoada e uma peça de roupa não seja muito apertada ou muito larga. Uma roupa adequada é moldada do pescoço ao peito e ombros para drapejar sem rugas de tensão. A forma é a parte essencial da alfaiataria que geralmente exige trabalho manual desde o início. Os dois cortes principais são ternos trespassados, um desenho conservador com duas colunas de botões, atravessados por uma grande sobreposição dos lados esquerdo e direito; e ternos de abotoamento simples, nos quais os lados se sobrepõem muito levemente, com uma única coluna de botões.
A boa alfaiataria em qualquer lugar do mundo é caracterizada por laterais fortemente afuniladas e ombros mínimos, enquanto os ternos de rack geralmente são acolchoados para reduzir o trabalho. Ternos mais casuais são caracterizados por menos construção e alfaiataria, bem como o terno de saco, um estilo americano solto.[4]
Existem três maneiras de comprar ternos:
1. "Tamanhos" ou padrões pré-cortados prontos e alterados, uma conveniência que muitas vezes se expressa ao longo do tempo com rugas de má modelagem, levando à distorção;
2. O terno sob medida, em que um padrão preexistente é alterado para refletir a preferência ou nuances do físico do indivíduo para alcançar coisas como o estilo, comprimentos, inclinação dos ombros e ponto a ponto e ajuste das calças
3. O terno sob medida que tem pelo menos um ajuste alinhavado no qual um casaco semi-feito (geralmente apenas pedaços de pano alinhavados) é usado pelo cliente para permitir que o alfaiate reajuste o padrão várias vezes antes de terminar a roupa. Este processo pode levar facilmente o alfaiate 80 horas.

O teste ácido dos padrões autênticos de alfaiataria é a ruga que vem da alfaiataria ruim. Rumples podem ser pressionados para fora. Para adaptações provisórias, "Rock Of Eye" (que significa mão livre treinada com base em um olho artístico experiente para combinar o item com o usuário, confiando no olho sobre a abordagem inflexível de um padrão), imprecisões de desenho e corte são superadas pela adaptação.

### Tecido
Os ternos são feitos em uma variedade de tecidos, mas mais comumente de lã. Os dois fios principais produzem penteados (onde as fibras são penteadas antes da fiação para produzir um tecido liso e resistente) e lãs (onde não são penteadas, permanecendo assim relativamente fofa em textura). Estes podem ser tecidos de várias maneiras, produzindo flanela, tweed, gabardine e afresco, entre outros. Todos esses tecidos têm pesos e texturas diferentes, e alguns tecidos têm um número S (ou Super S) que descreve a finura das fibras medida pelo diâmetro médio da fibra, por exemplo, Super 120; quanto mais fino o tecido, mais delicado e, portanto, menos provável de ser de longa duração. Embora a lã tenha sido tradicionalmente associada a roupas quentes e volumosas destinadas a evitar o frio, os avanços na fabricação de fibras cada vez mais finas tornaram os ternos de lã aceitáveis para climas mais quentes, pois os tecidos se tornaram mais leves e flexíveis. O tecido de lã é denominado pelo peso de uma peça de um metro quadrado; assim, as lãs mais pesadas, adequadas apenas para o inverno, são de 12 a 14 onças; o médio, "três estações" (ou seja, excluindo o verão) são 10-11 onças; e lãs de verão são 7-8 onças. sozinho ou misturado com lã, como caxemira.[6] Às vezes é usada seda sozinha ou misturada com lã. Materiais sintéticos, por exemplo, poliéster, embora mais baratos, raramente são recomendados por especialistas. No máximo, uma mistura predominantemente de lã pode ser aceitável para obter o principal benefício dos sintéticos, ou seja, a resistência ao enrugamento, principalmente em roupas usadas para viagens; no entanto, qualquer sintético, misturado ou não, sempre será mais quente e úmido do que a lã sozinha.
As quatro cores principais para ternos usados em negócios são preto, cinza claro, cinza escuro e marinho, com ou sem padrões. Em particular, o terno de flanela cinza tem sido usado amplamente desde a década de 1930. Em ambientes não comerciais ou contextos de negócios menos formais, o marrom é outra cor importante; azeitona também ocorre. No verão, tons mais claros, como bronzeado ou creme, são populares.[7][8]
Para uso não comercial, o tweed é popular desde os tempos vitorianos e ainda é comumente usado. Uma ampla gama de cores está disponível, incluindo tons suaves de verde, marrom, vermelho e cinza.[9] Os tweeds geralmente são xadrez, ou lisos com uma trama de espinha de peixe, e são mais associados ao país. Embora os ternos de tweed completos não sejam usados por muitos agora, as jaquetas são frequentemente usadas como jaquetas esportivas com calças estranhas (calças de tecido diferente).
O terno mais convencional tem dois ou três botões e é cinza médio a escuro ou marinho. Outras cores conservadoras são cinza, preto e verde-oliva. Azuis brancos e claros são aceitáveis em alguns eventos, especialmente na estação quente. Vermelho e os verdes mais brilhantes são geralmente considerados "não convencionais" e "berrantes". A tradição pede que o terno de um cavalheiro seja de cor decididamente simples, com toques de cores vivas reservados para camisas, gravatas ou lenços.
Nos Estados Unidos e no Reino Unido, por volta do início do século XX, os trajes de banho nunca eram tradicionalmente usados em preto liso, sendo essa cor reservada para roupas formais [10] (incluindo smokings ou carrinhos de bebê) e para agentes funerários. No entanto, o declínio do desgaste formal desde a década de 1950 e a ascensão do vestuário casual na década de 1960 permitiram que o terno preto voltasse à moda, já que muitos designers começaram a querer se afastar do terno de negócios para mais ternos de moda.
Trajes de negócios tradicionais são geralmente em cores sólidas ou com riscas;[11] xadrezes de vidraça também são aceitáveis. Fora dos negócios, a gama de padrões aceitáveis aumenta, com xadrezes como o tradicional xadrez e espinha de peixe, embora, além de alguns ambientes muito tradicionais, como os bancos de Londres, estes também sejam usados para negócios agora. A cor do elemento estampado (listras, xadrezes e xadrez) varia de acordo com o gênero e a localização. Por exemplo, os xadrezes em negrito, principalmente com tweeds, caíram em desuso nos EUA, enquanto continuam sendo usados como tradicionais no Reino Unido. Alguns padrões antigos incomuns, como diamantes, agora são raros em todos os lugares.
Dentro da jaqueta de um terno, entre o tecido externo e o forro interno, há uma camada de tecido de interface resistente para evitar que a lã se estique; essa camada de tecido é chamada de tela em homenagem ao tecido do qual era tradicionalmente feita. Jaquetas caras têm uma tela flutuante, enquanto os modelos mais baratos têm uma tela fundida (colada).[12] Uma tela fundida é menos macia e, se mal feita, danifica a flexibilidade e durabilidade da jaqueta,[13] muitos alfaiates são rápidos em ridicularizar a tela fundida como sendo menos durável, principalmente porque eles podem tender a enrugar permanentemente ao longo das bordas da jaqueta após algum uso ou algumas limpezas a seco.[14] No entanto, alguns que vendem esse tipo de jaqueta afirmam que a diferença de qualidade é muito pequena.[15] Alguns alfaiates de Londres afirmam que todos os ternos sob medida devem usar uma tela flutuante.[16]

### Jaqueta

#### Botões Frontais
A maioria dos ternos de abotoamento simples tem dois ou três botões, e quatro ou mais botões são incomuns. Jaquetas ("gravata preta") geralmente têm apenas um botão. É raro encontrar um terno com mais de quatro botões, embora os ternos zoot possam ter até seis ou mais devido ao seu comprimento maior. Há também variação na colocação e estilo dos botões,[17] uma vez que a colocação dos botões é fundamental para a impressão geral da altura transmitida pela jaqueta. O botão central ou superior normalmente se alinha bem com a cintura natural.[18] O botão de baixo geralmente não deve ser abotoado e, portanto, a jaqueta é cortada de tal forma que abotoar o botão de baixo arruinaria as linhas e o caimento da jaqueta. É costume manter o paletó abotoado em pé e desabotoá-lo sentado.
As jaquetas trespassadas têm apenas metade dos botões externos funcionais, já que a segunda fileira é apenas para exibição, forçando-as a vir em pares. Algumas jaquetas raras podem ter apenas dois botões e, durante vários períodos, por exemplo, as décadas de 1960 e 1970, até oito foram vistos. Seis botões são típicos, com dois para botão; o último par flutua acima da sobreposição. Os três botões abaixo de cada lado podem, neste caso, estar em uma linha reta (o layout 'keystone') ou, mais comumente, o par superior está a metade da distância de cada par no quadrado inferior. Uma jaqueta trespassada de quatro botões geralmente abotoa em um quadrado.[19] O layout dos botões e a forma da lapela são coordenados para direcionar os olhos de um observador. Por exemplo, se os botões estiverem muito baixos ou a lapela rolar muito pronunciada, os olhos são puxados para baixo do rosto e a cintura parece maior.[20] Parece não haver uma regra clara sobre de que lado a sobreposição deve ficar. Costuma cruzar naturalmente com o lado esquerdo à frente, mas não invariavelmente. Geralmente, um botão oculto mantém o underlap no lugar.

#### Lapelas
As lapelas da jaqueta podem ser entalhadas (também chamadas de "degrau"), pontiagudas ("pontiagudas"), xale ou "truque" (mandarim e outros estilos não convencionais). Cada estilo de lapela carrega diferentes conotações e é usado com diferentes cortes de terno. As lapelas entalhadas, as mais comuns das três, geralmente são encontradas apenas em jaquetas de abotoamento simples e são o estilo mais informal. Eles são distinguidos por um "entalhe" de 75 a 90 graus no ponto onde a lapela encontra a gola.[22] As lapelas pontiagudas têm bordas afiadas que apontam para cima em direção aos ombros. Jaquetas trespassadas geralmente têm lapelas pontiagudas, embora lapelas pontiagudas às vezes também sejam encontradas em jaquetas de abotoamento único. As lapelas do xale são um estilo derivado da roupa informal vitoriana da noite e, como tal, não são normalmente vistas em paletós, exceto em smokings ou ternos de jantar.[23] Para eventos de gravata preta, apenas jaquetas com lapelas pontiagudas e xale devem ser usadas.[24]
Na década de 1980, ternos trespassados com lapelas entalhadas eram populares com ternos de poder e no estilo New Wave.
No final dos anos 1920 e 1930, um design considerado muito estiloso era o casaco de lapela pontiaguda. Isso entrou e saiu de moda periodicamente, sendo popular novamente durante a década de 1970, [carece de fontes] e ainda é uma alternativa reconhecida. A capacidade de cortar lapelas pontiagudas adequadamente em um terno de um abotoamento é uma das tarefas de alfaiataria mais desafiadoras, mesmo para alfaiates muito experientes.[25]
A largura da lapela é um aspecto variável dos ternos e mudou ao longo dos anos. As décadas de 1930 e 1970 apresentavam lapelas excepcionalmente largas, enquanto durante o final da década de 1950 e a maior parte da década de 1960 ternos com lapelas muito estreitas - geralmente com apenas 2,5 cm de largura - estavam na moda. A década de 1980 viu lapelas de tamanho médio com um desfiladeiro baixo (o ponto na jaqueta que forma o "entalhe" ou "pico" entre a gola e a lapela frontal). As tendências atuais (meados dos anos 2000) são para uma lapela mais estreita e um desfiladeiro mais alto. A largura da gravata geralmente segue a largura da lapela da jaqueta.
As lapelas também têm uma casa de botão, destinada a segurar um boutonnière, uma flor decorativa. Estes agora só são comumente vistos em eventos mais formais. Normalmente, ternos trespassados têm um buraco em cada lapela (com uma flor logo à esquerda), enquanto ternos de trespassado têm apenas um à esquerda.[26]

#### Bolsos
A maioria das jaquetas tem uma variedade de bolsos internos e dois bolsos externos principais, que geralmente são bolsos de remendo, bolsos com aba ou bolsos com jato ("vassoura").[27] O bolso de remendo é, com seu único pedaço de pano extra costurado diretamente na frente da jaqueta, uma opção esportiva, às vezes vista em ternos de linho de verão ou outros estilos informais. O bolso com aba é padrão para bolsos laterais e possui uma aba extra forrada de tecido correspondente cobrindo a parte superior do bolso. Um bolso a jato é mais formal, com uma pequena tira de tecido colando a parte superior e inferior da fenda para o bolso. Este estilo é mais frequentemente visto em roupas formais, como um smoking.
Um bolso no peito geralmente é encontrado no lado esquerdo, onde um lenço de bolso ou lenço pode ser exibido.
Além dos dois bolsos externos padrão e bolso no peito, alguns ternos têm um quarto, o bolso do bilhete, geralmente localizado logo acima do bolso direito e com cerca de metade da largura. Enquanto isso era originalmente uma característica exclusiva de ternos do campo, usado para armazenar convenientemente uma passagem de trem, agora é visto em alguns ternos da cidade. Outra característica do país também usada às vezes nas cidades é um par de bolsos de hackers, que são semelhantes aos normais, mas inclinados; isso foi originalmente projetado para tornar os bolsos mais fáceis de abrir a cavalo durante o hacking.[4]

#### Mangas
Os paletós de todos os estilos geralmente têm três ou quatro botões em cada punho, que geralmente são puramente decorativos (a manga geralmente é costurada fechada e não pode ser desabotoada para abrir). Cinco botões são incomuns e são uma inovação da moda moderna. O número de botões é principalmente uma função da formalidade do traje; uma jaqueta esportiva de verão muito casual pode tradicionalmente (década de 1930) ter apenas um botão, enquanto os ternos de tweed normalmente têm três e os ternos da cidade quatro. Na década de 1970, dois botões foram vistos em alguns ternos da cidade. Hoje, quatro botões são comuns na maioria dos ternos de negócios e até mesmo ternos casuais.
Embora os botões da manga geralmente não possam ser desfeitos, a costura é tal que parece que podem. Botões de punho funcionais podem ser encontrados em ternos sofisticados ou sob medida; esse recurso é chamado de braçadeira do cirurgião e "buracos de botão de trabalho" (EUA).[28] Alguns usuários deixam esses botões abertos para revelar que podem comprar um terno sob medida, embora seja apropriado deixar esses botões fechados.[29] Estilos modernos sob medida e ternos de última geração equipados com punhos de cirurgião têm os dois últimos botões costurados fora do centro, para que a manga fique mais limpa caso os botões sejam desfeitos. A certeza no comprimento da manga adequada deve ser alcançada, uma vez que os orifícios dos botões de trabalho são cortados, o comprimento da manga essencialmente não pode ser alterado mais.
Uma manga com punho tem um comprimento extra de tecido dobrado para trás sobre o braço, ou apenas alguns debrum ou costura acima dos botões para aludir à borda de um punho. Isso era popular na era eduardiana, como uma característica de roupas formais, como sobrecasacas, transferidas para roupas informais, mas agora é rara.

#### Fendas
Uma fenda é uma abertura na parte inferior traseira (a "cauda") da jaqueta. Originalmente, os respiradouros eram uma opção esportiva, projetada para facilitar a pilotagem, então são tradicionais em jaquetas de corte, casacos formais como um casaco de manhã e, por praticidade, sobretudos. Hoje existem três estilos de ventilação: o estilo de ventilação simples (com uma ventilação no centro), o estilo sem ventilação e o estilo de ventilação dupla (uma ventilação de cada lado). Os respiradouros são convenientes, principalmente quando se usa um bolso ou sentado, para melhorar o caimento da jaqueta,[30] por isso agora são usados na maioria das jaquetas. Jaquetas sem abertura estão associadas à alfaiataria italiana, enquanto o estilo com abertura dupla é tipicamente britânico.[4] Jaquetas tradicionalmente não têm aberturas.

### Coletes
Os coletes eram quase sempre usados com ternos antes da década de 1940. Devido ao racionamento durante a Segunda Guerra Mundial, sua prevalência diminuiu, mas sua popularidade entrou e saiu de moda a partir da década de 1970. Um relógio de bolso em uma corrente, uma extremidade da qual é inserido através de uma casa de botão do meio, é frequentemente usado com um colete; caso contrário, desde a Primeira Guerra Mundial, quando eles ganharam destaque por necessidade militar, os homens usaram relógios de pulso, que podem ser usados com qualquer terno, exceto o vestido de noite completo (gravata branca). Embora muitos exemplos de coletes usados com uma jaqueta trespassada possam ser encontrados das décadas de 1920 a 1940, isso seria incomum hoje (um ponto de uma jaqueta trespassada sendo, pode-se supor, eliminar o colete). Tradicionalmente, o botão inferior de um colete é deixado aberto; como as aberturas na parte de trás de uma jaqueta, isso ajuda o corpo a se dobrar ao sentar. Alguns coletes podem ter lapelas; outros não fazem.

### Calças
As calças de fato são sempre feitas do mesmo material do casaco. Mesmo das décadas de 1910 a 1920, antes da invenção de jaquetas esportivas especificamente para serem usadas com calças estranhas, usar um paletó com calças estranhas era visto como uma alternativa a um terno completo.[31] No entanto, com o advento moderno de jaquetas esportivas, paletós são sempre usados com calças combinando, e as calças são usadas sem jaqueta ou jaqueta apropriada.
A largura das calças variou consideravelmente ao longo das décadas. Na década de 1920, as calças eram de pernas retas e largas, com uma largura padrão no punho de 23 polegadas (58 cm). Depois de 1935, as calças começaram a ser afuniladas na metade inferior da perna. As calças permaneceram largas na parte superior da perna ao longo da década de 1940. Nas décadas de 1950 e 1960, um visual mais fino tornou-se popular. Na década de 1970, os fabricantes de ternos ofereciam uma variedade de estilos de calças, incluindo calças largas, boca de sino, pernas largas e calças afuniladas mais tradicionais. Na década de 1980, esses estilos desapareceram em favor de calças afuniladas e de pernas finas.
Uma variação no design das calças é o uso ou não de pregas. O estilo mais clássico de calça é ter duas pregas, geralmente para frente, pois isso dá mais conforto ao sentar e melhor ficar em pé.[32] Este ainda é um estilo comum e, por essas razões de utilidade, foi usado ao longo do século XX. O estilo originalmente descende das bolsas Oxford exageradamente alargadas usadas na década de 1930 em Oxford, que, embora de curta duração, iniciaram uma tendência para frentes mais cheias.[33] O estilo ainda é visto como o mais inteligente, aparecendo em calças sociais com gravata preta e branca. No entanto, em vários períodos ao longo do século passado, calças de frente plana sem pregas foram usadas, e a oscilação da moda foi marcada o suficiente para que as marcas de prêt-à-porter mais orientadas para a moda não produzissem os dois tipos continuamente.
As dobras na parte inferior das calças, ou punhos, foram inicialmente popularizadas na década de 1890 por Eduardo VII,[34] e eram populares com ternos ao longo das décadas de 1920 e 1930. Eles sempre foram uma opção informal, sendo inadequados em todas as roupas formais.
Outras variações no estilo das calças incluem a subida da calça. Isso era muito alto na primeira metade do século XX, particularmente com roupas formais, com elevações acima da cintura natural,[35] para permitir que o colete que cobria o cós descesse logo abaixo do ponto mais estreito do peito. Apesar de servir menos, essa altura alta foi duplicada nas roupas diurnas da época. Desde então, as modas mudaram, e raramente foram tão altas novamente, com estilos retornando mais para calças de cintura baixa, até mesmo caindo para ter cós apoiados nos quadris. Outros aspectos de mudança do corte incluem o comprimento, que determina a ruptura, o amontoado de tecido logo acima do sapato quando a costura frontal é ligeiramente maior que a altura do topo do sapato. Algumas partes do mundo, como a Europa, tradicionalmente optam por calças mais curtas com pouca ou nenhuma folga, enquanto os americanos geralmente optam por usar uma leve folga.[36]
Uma distinção final importante é feita se as calças levam um cinto ou suspensórios (suspensórios). Embora um cinto originalmente nunca tenha sido usado com um terno, o uso forçado de cintos durante os anos de guerra (causado por restrições ao uso de elásticos causadas pela escassez de guerra) contribuiu para o aumento da popularidade, com suspensórios agora muito menos populares que os cintos. Quando os suspensórios eram comuns, os botões para prendê-los eram colocados na parte externa do cós, pois seriam cobertos por um colete ou cardigã, mas agora é mais frequente abotoar na parte interna da calça. Calças que usam suspensórios são bastante diferentes no corte na cintura, empregando circunferência extra e também altura nas costas. A abertura no cós na parte de trás é em formato de rabo de peixe. Os que preferem suspensórios afirmam que, por serem pendurados nos ombros, sempre fazem a calça caber e pendurar exatamente como deveriam, enquanto um cinto pode permitir que a cintura da calça escorregue nos quadris ou abaixo de uma barriga saliente, e exige constante reposicionar; Além disso, eles permitem, de fato, funcionam melhor com uma cintura um pouco mais solta que dá espaço para expansão natural quando sentado.
Calças de terno são um estilo de calças destinado a uso formal, semiformal ou informal. Eles são geralmente feitos de lã ou poliéster[37] (embora muitos outros tecidos sintéticos e naturais sejam usados) e podem ser projetados para serem usados com um paletó combinando. Calças de terno geralmente têm um vinco na frente de cada perna da calça e podem ter uma ou mais pregas. A calça de terno pode ser usada em muitas ocasiões formais e semiformais combinadas com uma camisa sem gravata e uma moda mais descontraída, que pode ser considerada um vestido casual inteligente.

### Acessórios
Acessórios para ternos incluem gravatas, sapatos, relógios de pulso e relógios de bolso, lenços de bolso, abotoaduras, prendedores de gravata, prendedores de gravata, barras de gravata, gravatas borboleta, alfinetes de lapela e chapéus.